# Ла-Вильнёв-ле-Конве
Ла-Вильнёв-ле-Конве́ (фр. La Villeneuve-les-Convers) — коммуна во Франции, находится в регионе Бургундия. Департамент коммуны — Кот-д’Ор. Входит в состав кантона Беньё-ле-Жюиф. Округ коммуны — Монбар.
Код INSEE коммуны — 21695.

## Население
Население коммуны на 2010 год составляло 40 человек.
| 1962 | 1968 | 1975 | 1982 | 1990 | 1999 | 2010 |
| ---- | ---- | ---- | ---- | ---- | ---- | ---- |
| 59   | 55   | 52   | 52   | 43   | 35   | 40   |

## Экономика
В 2010 году среди 24 человек трудоспособного возраста (15—64 лет) 15 были экономически активными, 9 — неактивными (показатель активности — 62,5 %, в 1999 году было 88,9 %). Из 15 активных жителей работали 14 человек (8 мужчин и 6 женщин), безработной была 1 женщина. Среди 9 неактивных 1 человек был учеником или студентом, 4 — пенсионерами, 4 были неактивными по другим причинам.